# Hannes
Hannes är ett manligt förnamn, från början sannolikt en smeknamnsform för Johannes. 2006 bar 4736 svenska män detta namn, 3772 av dem hade namnet som tilltals- eller förstanamn.
I den finlandssvenska namnsdagslängden har Hannes namnsdag 27 december sedan 2005. I den finskspråkiga kalendern har Hannes samma namnsdag. 

## Kända Hannes
- Hannes Alfvén, svensk fysiker och nobelpristagare
- Hannes Androsch, österrikisk politiker
- Hannes Björninen, finsk ishockeyspelare
- Hannes Dükler, svensk journalist
- Hannes Holm, svensk filmregissör och manusförfattare
- Hannes Jaenicke, tysk skådespelare
- Hannes Jonsson, svensk artist och låtskrivare mononymt känd som Hannes
- Hannes Kartnig, österrikisk sportfunktionär
- Hannes Kolehmainen, finsk långdistanslöpare
- Hannes Konno, finländsk musiker
- Hannes Meidal, svensk skådespelare
- Hannes Meyer, schweizisk arkitekt
- Hannes Nilsson, svensk artist och skådespelare
- Hannes Obermair, italien historiker
- Hannes Reichelt, österrikisk alpinskidåkare
- Hannes Rossacher, österrikisk regissör och filmproducent
- Hannes Råstam, svensk journalist
- Hannes Saari, amerikafinländsk sångare och körledare
- Hannes Sundell, känd svensk barnprogramledare
- Hannes Wader, tysk låtskrivare
- Hannes Westberg, känd från Göteborgskravallerna
- Hannes Wolf, österrikisk fotbollsspelare

## Fiktiva Hannes
- Hannes Luotola en finländska teveserien Kotikatu, spelades av Risto Autio.